# Bazus-Neste
Bazus-Neste là một xã thuộc tỉnh Hautes-Pyrénées trong vùng Occitanie tây nam nước Pháp. Khu vực này có độ cao trung bình 600 mét trên mực nước biển.